# Sakıp Özberk
Mehmet Sakıp Özberk (* 1. Mai 1945 in Gaziantep; † 15. August 2023 bei Arsuz) war ein türkischer Fußballspieler und -trainer. Durch seine langjährige Tätigkeit als Spieler und vor allem als Trainer für Gaziantepspor wird er sehr stark mit diesem Verein assoziiert. Zusammen mit dem Vereinspräsidenten Celal Doğan wird Özberk zugeschrieben, den Klub von einem durchschnittlichen Verein in eine Institution im türkischen Fußball geführt zu haben.

## Spielerkarriere
Özberk begann mit dem Vereinsfußball in der Jugend von Gaziantep Mekikspor. Später spielte er beim Amateurverein Reyhanlıspor. Nachdem er im Sommer 1966 für diesen Verein aktiv gewesen war, wechselte er zum Erstligisten und Hauptstadtverein MKE Ankaragücü. Hier kam er in seiner ersten Spielzeit über die Rolle eines Ergänzungsspielers nicht hinaus. In seiner zweiten Spielzeit für Ankaragücü eroberte er sich phasenweise einen Stammplatz. Im Sommer 1968 verfehlte sein Klub den Klassenerhalt und spielte in der kommenden Spielzeit in der Türkiye 2. Futbol Ligi. Hier gelang Özberk mit seinem Klub der direkte Wiederaufstieg in die 1. Lig. Özberk absolvierte in dieser Zweitligaspielzeit 17 der möglichen 34 Ligaspiele für seine Mannschaft. Nach dem Aufstieg blieb Özberk drei weitere Spielzeiten bei Ankaragücü, kam aber weiterhin über die Rolle eines Ergänzungsspielers nicht hinaus. In der Spielzeit 1971/72 wurde Özberks Team völlig überraschend türkischer Pokal-Sieger. Özberk steuerte zu diesem Erfolg zwei Tore in vier Pokalbegegnungen bei. 
Im Sommer 1972 wechselte Özberk zum Zweitligaverein Adana Demirspor. Bei diesem Klub etablierte er sich auf Anhieb zum Stammspieler. Die Mannschaft beendete die Saison als Meister der 2. Liga und erreichte damit den Aufstieg in die 1. Liga. Nach dem Aufstieg spielte er zwei weitere Jahre in der 1. Liga für Demirspor. Im Sommer 1976 wechselte er zum Verein seiner Heimatstadt, zum Zweitligisten Gaziantepspor. Für diesen Klub spielte er eine unbestimmte Zeitlang.

## Trainerkarriere
Die Anfänge von Özberks Trainerkarriere sind nicht näher dokumentiert. Belegt ist u. a., dass er 1985 für den Türkischen Fußballverband als Sichtungs- und Entwicklungstrainer arbeitete und in dieser Funktion sich um das Gebiet Südostanatolien kümmerte. Vermutlich arbeitete er zum ersten Mal als Cheftrainer ab dem Sommer 1987 beim Zweitligisten Siirt Köy Hizmetleri SK. Zwei Jahre später trainierte er dann den Zweitligisten Petrol Ofisi SK.
Im Sommer 1991 übernahm er zum ersten Mal seinen ehemaligen Klub Gaziantepspor als Cheftrainer. Diesen Verein trainierte er eine Saison lang. Nachdem er am Saisonende den Klassenerhalt erst am letzten Spieltag erreicht hatte, trennte er sich von diesem Klub. Im November 1992 übernahm er dann mit dem Zweitligisten Adana Demirspor einen weiteren Ex-Klub. Bereits nach sechs Wochen verließ er diesen Klub wieder. Im Januar des nächsten Jahres übernahm er den Istanbuler Zweitligisten Zeytinburnuspor. Diesen Klub führte er zur Meisterschaft der Zweitligasaison 1992/93 und damit zum direkten Aufstieg in die 1. Lig. Nach diesem Erfolg verlängerte der Klub Özberks Vertrag um eine weitere Saison. Mit dem Klub rutschte Özberk im Frühjahr 1994 in die Abwehrregion der Erstligatabelle. So verließ Özberk im März 1994 den Klub.
Zum Sommer 1994 übernahm dann Özberk zum zweiten Mal Gaziantepspor. Dieses Mal trainierte er den Klub durchgängig drei Spielzeiten lang. Neben den besten Tabellenplatzierungen seit 15 Jahren festigte Özberk Gaziantepspors Stellung innerhalb der 1. Liga. In dieser Zeit organisierte er zusammen mit dem Klubpräsidenten Celal Doğan den Verein neu und setzte mehrere Reformen in der Nachwuchsabteilung und der Talentsichtung um. Zudem überredete bzw. förderte er ehemalige Spieler von Gaziantepspor wie Hüseyin Kalpar und Nurullah Sağlam dazu, sich für eine Trainerkarriere zu entscheiden. Diese Spieler arbeiteten dann ebenfalls bei Gaziantepspor als Co- und später als Cheftrainer und trugen ebenfalls zur Entwicklung des Vereins mit. Özberk verband mit dem Vereinspräsidenten Doğan eine Hassliebe. Während Doğan Mitglied der türkischen 68er-Bewegung und bekennender Sozialdemokrat war, war Özberk für seine konservative Lebensauffassung bekannt. Dieser Umstand führte zu mehreren Kontroversen zwischen den beiden befreundeten Persönlichkeiten und sorgte dafür, dass Özberk im Sommer 1997 verließ. Nach dem Weggang Özberks wurde der Klub ein Jahr lang von Georges Heylens und Milorad Mitrović trainiert und spielte während dieser Saison gegen den Abstieg. Anschließend übernahm Özberks Co-Trainer Kalpar die Mannschaft und führte die Mannschaft wieder zur alten Stärke. Özberk selbst trainierte in der Zwischenzeit die Vereine Altay Izmir und Bursaspor. Nachdem Kalpar im September 1999 verlassen musste, beerbte ihn Özberk und trainierte damit den Verein zum dritten Mal. Mit seinem Team wurde er zur Überraschungsmannschaft der Erstligasaison 1999/2000. Diese beendete die Mannschaft als Tabellendritter, erreichte die beste Platzierung der Vereinsgeschichte und qualifizierte sich so für den UEFA-Pokal. Trotz dieses Erfolges erlebte Özberk wieder mehrere Kontroversen mit dem Vereinspräsidenten Doğan. Als Folge verließ Özberk im Sommer 2000 den Verein erneut und wurde durch Erdoğan Arıca ersetzt. In die neue Saison startete der Verein dann Arıca, während Özberk selbst den Aufsteiger Siirt Jet-Pa Spor übernahm. Nachdem Arıca bereits nach dem 15. Spieltag entlassen wurde, einigte sich Doğan erneut mit Özberk für eine vierte Amtsperiode bei Gaziantepspor. In der Saison 2000/01 hielt Özberks Mannschaft bis zum Saisonende einen kleinen Punkterückstand zur Tabellenspitze und bewahrte sich zum ersten Mal in der Vereinshistorie die Chance auf die Meisterschaft. Am vorletzten Spieltag traf Gaziantepspor im Heimspiel auf Galatasaray Istanbul. Diese Mannschaft befand sich mit lediglich zwei Punkten Vorsprung auf dem zweiten Tabellenplatz. Im Falle eines Sieges würde Özberks Team Galatasaray auf dem 2. Tabellenplatz ablösen und eine große Chance auf den zweiten Champions-League-Platz erhalten. Das umkämpfte Spiel verlor Gaziantepspor. Die Saison beendete der Club schließlich auf dem 3. Tabellenplatz und wiederholte somit die Vereinsbestmarke. Nach dieser Spielzeit verließ Özberk den Verein zum letzten Mal.
Später trainierte er der Reihe nach die Erst- bzw. Zweitligisten Denizlispor, Samsunspor, Diyarbakırspor, Konyaspor, MKE Ankaragücü und Çaykur Rizespor. Bei diesem Verein erreichte er außer dem Klassenerhalt keine nennenswerten Erfolge. Anschließend wurde Özberk zwar weiterhin mit mehreren Vereinen in Verbindung gebracht, jedoch nahm er wegen gesundheitlichen Problemen keine Trainerangebote mehr an.

## Erfolge

### Als Spieler
Mit MKE Ankaragücü
- Meister der TFF 1. Lig und Aufstieg in die Süper Lig: 1968/69
- Türkischer Pokalsieger: 1971/72

Mit Adana Demirspor
- Meister der TFF 1. Lig und Aufstieg in die Süper Lig: 1972/73

### Als Trainer
Mit Zeytinburnuspor
- Vizemeister der TFF 1. Lig und Aufstieg in die Süper Lig: 1992/93

Mit Gaziantepspor
- 3. Platz der Süper Lig: 1999/2000,  2000/01